# Muriel Bristol
B. Muriel Bristol-Roach, Ph.D., was een vrouwelijke wetenschapper op het gebied van de algen-biologie die in 1919 werkte in het Rothamsted proefstation. Naast bekendheid vanwege haar wetenschappelijk werk, is zij vooral bekend als de vrouw die beweerde in staat was te proeven of het eerst de thee of de melk in het kopje was geschonken, wat Ronald Fisher ertoe bracht Fishers exacte toets te ontwikkelen om zulke beweringen te onderzoeken. De toets werd werkelijk uitgevoerd, en  dr. Bristol-Roach maakte haar bewering overtuigend waar.